# ایمیدازنیل
ایمیدازنیل (انگلیسی: Imidazenil) یک داروی ضد اضطراب تجربی است که از خانواده بنزودیازپین‌ها مشتق شده‌است و نزدیک‌ترین ارتباط را با سایر ایمیدازوبنزودیازپین‌ها مانند میدازولام، فلومازنیل و برتازنیل دارد.
ایمیدازنیل یک آگونیست جزئی گیرنده بنزودیازپین بسیار قوی با نمایه اثرات غیرعادی است که برخی از اثرات مرتبط با بنزودیازپین‌های طبیعی مانند اثرات ضد تشنج و ضداضطراب را ایجاد می‌کند، اما بدون هیچ‌گونه اثر آرامبخش یا آمنستیک قابل‌توجهی است. در واقع، ایمیدازنیل اثرات آرام‌بخش دیازپام را مسدود می‌کند، در عین حال بدون کاهش آستانه تشنج، و بنابراین به‌طور بالقوه می‌تواند پادزهر انعطاف‌پذیرتری نسبت به آنتاگونیست فلومازنیل باشد که معمولاً برای درمان مصرف بیش از حد بنزودیازپین در حال حاضر استفاده می‌شود.
ایمیدازنیل هنوز به صورت تجاری برای استفاده در انسان ساخته نشده‌است، با این حال به عنوان یک درمان ایمن و مؤثر برای اضطراب یک ضد تشنج قوی و در عین حال غیر آرام بخش که ممکن است به ویژه در درمان مسمومیت با عوامل عصبی ارگانوفسفره مفید باشد، پیشنهاد شده‌است. همچنین به عموان یک درمان جدید برای اسکیزوفرنی کاربرد دارد.